# رود جوهر
رود جوهُر (به انگلیسی: Johor River) (مالایی: Sungai Johor) رود اصلی در ایالت جوهر مالزی است. این رود با طولی بالغ بر ۱۲۲٫۷ کیلومتر دارای حوضه آبریزی برابر با ۲٬۶۳۶ کیلومتر مربع است، این رود به‌طور تقریبی از سمت شمال به جنوب جریان دارد و سرآغاز آن از کوه گِمُرُه (Gemuruh) بوده و در تنگه جوهر تخلیه می‌شود. پل سونگای جوهر که به‌طور رسمی در ماه ژوئن ۲۰۱۱ افتتاح گردید، اولین پلی است که بر روی این رودخانه ایجاد شد و در حال حاضر درازترین پل ایجاد شده بر روی یک رود در مالزی است.